# Prove nazionali INVALSI

Il logo delle prove INVALSI.

Le Prove nazionali INVALSI (Istituto nazionale per la valutazione del sistema educativo di istruzione e di formazione) sono prove scritte svolte ogni anno da tutti gli studenti italiani delle classi previste dalla normativa. Il loro scopo è valutare, in alcuni momenti chiave del ciclo scolastico, i livelli di apprendimento di alcune competenze fondamentali in Italiano, in Matematica e in Inglese (vi sono anche alcune prove di Sloveno praticate quasi esclusivamente nella regione italiana del Friuli-Venezia Giulia, zona ad alto tasso di presenza di persone slovene o italo-slovene, e nei territori italiani in cui sono presenti consistenti minoranze slovene) che la normativa prevede siano possedute da tutti i ragazzi. In base all’elaborazione dei risultati delle prove sono ottenute indicazioni per la valutazione a livello di classe, di istituto, regionale e nazionale.

## Storia
Le prime proposte di un Sistema Nazionale di Valutazione del sistema scolastico risalgono ai primi anni Novanta del Novecento, in concomitanza con la discussione della riforma che introdurrà l’autonomia degli istituti scolastici. Come a livello internazionale, anche in Italia la valutazione è considerata un elemento importante dell’evoluzione del sistema scolastico verso una maggiore efficacia e un adeguamento alle esigenze di un contesto sociale, culturale ed economico in rapida evoluzione. Quest’ultima esigenza è stata anche alla base delle Indicazioni Nazionali e Linee Guida, i documenti che hanno sostituito i vecchi programmi didattici, in base ai quali l’INVALSI elabora i riferimenti teorici e gli aspetti operativi delle prove, a partire dalle competenze da valutare.
Dopo due anni scolastici di sperimentazione, le prime Prove nazionali INVALSI di Matematica e Italiano si sono svolte nell’anno scolastico 2005-2006. Da allora, le prove hanno conosciuto delle modifiche in parte dettate dalla normativa, che ha cambiato più volte la scelta dei momenti dei cicli scolastici in cui effettuare la valutazione, in parte introdotte in seguito al continuo miglioramento della qualità dei quesiti, delle modalità di somministrazione, e dei metodi di elaborazione statistica dei risultati, resi possibili dall’attività di ricerca.
L’attuale assetto delle prove è regolato dal decreto legislativo 62/2017, in seguito al quale sono state introdotte delle importanti novità. Dal 2018, in quinta primaria e in terza secondaria di primo grado, alle Prove di Matematica e Italiano è stata aggiunta anche una prova di Inglese che prevede un test di lettura e un test di ascolto. Dallo stesso anno, mentre in seconda e quinta primaria le prove vengono effettuate ancora su fascicolo cartaceo, in tutti gli altri gradi vengono effettuate al computer - mediante Computer Based Testing - e i risultati vengono trasferiti direttamente all’INVALSI. Sempre dal 2018 i risultati delle prove del Grado 8 (terza secondaria di primo grado) vengono restituiti anche sotto forma di livelli di competenze, ossia di descrizioni di quello che lo studente sa fare negli ambiti previsti dalle prove, quindi della capacità di compiere specifiche operazioni cognitive.
Dal 2019 sono state introdotte prove di Italiano, Matematica e Inglese anche al Grado 13, corrispondente all'ultimo anno delle scuole superiori. Anche per questo livello scolastico, come per il Grado 8, è prevista la restituzione dei risultati in termini di livelli descrittivi delle competenze.

## Finalità
Le Prove nazionali INVALSI servono a misurare in maniera standardizzata, cioè in modo oggettivo e uguale per tutti, alcune competenze fondamentali in Italiano, Matematica e Inglese. In questo modo i risultati sono comparabili fra scuole o aree geografiche diverse e, grazie a tecniche statistiche di “ancoraggio”, da un anno all’altro.
Le competenze esaminate sono alcune fra quelle che la normativa prevede siano insegnate e apprese nelle scuole italiane. A partire dalle Indicazioni Nazionali e dalle Linee Guida delle varie classi l’INVALSI elabora infatti i Quadri di Riferimento per la valutazione, documenti che tengono conto anche degli analoghi documenti internazionali e della prassi didattica, e in base ai quali lavorano gli autori delle prove.
Proprio perché a essere esaminate non sono solo le conoscenze, ma anche le competenze dei ragazzi, le prove INVALSI non sono dei test di memoria ma misurano le capacità di ragionare su questioni o problemi della vita reale, di utilizzare le conoscenze apprese, di connetterle fra loro, e di applicarle a problemi nuovi.
Con i risultati ottenuti dalle prove si possono identificare eventuali punti di forza e situazioni di difficoltà, ma anche scoprire eventuali disuguaglianze da scuola a scuola o da territorio a territorio, oltre alle dinamiche positive o negative dei risultati del tempo. L’esame dei risultati può aiutare a capire meglio alcuni problemi come la dispersione scolastica, le differenze di genere, l’inclusione degli alunni stranieri, o l’effetto delle scuole sulla preparazione dei ragazzi lungo il ciclo scolastico. I risultati delle prove sono infatti uno degli elementi a disposizione delle attività di autovalutazione degli istituti scolastici.
I risultati non costituiscono elementi per la valutazione dei singoli ragazzi, che resta prerogativa esclusiva dell’insegnante: non servono a valutare il lavoro degli insegnanti, né dagli esiti delle prove dipende alcun meccanismo premiante o penalizzante per gli istituti o per i docenti.

## Descrizione
Le Prove nazionali INVALSI si svolgono in primavera: quelle su carta in un’unica giornata, quelle al computer nell’arco di circa tre settimane.
Nelle prove su carta a tutti i ragazzi vengono presentate le stesse domande, anche se ruotate nelle diverse versioni dei fascicoli. In quelle al computer, invece, a ogni ragazzo viene proposta una prova diversa da quella dei suoi compagni, ma tutte le prove hanno lo stesso livello di difficoltà.
La prova di Italiano misura due tipi di competenze. Il primo è relativo alla capacità di comprendere dei documenti scritti autentici, tratti dalla letteratura, dalla saggistica o dalla vita di tutti i giorni. I quesiti riguardano la natura del testo, il significato di alcuni passaggi o di alcune espressioni, o le intenzioni dell’autore. Il secondo è relativo alla capacità di riflettere sull’uso della lingua, quindi la conoscenza e l’utilizzo della grammatica.
La prova di Matematica misura la capacità di risolvere dei problemi, nella disciplina o della vita reale, quindi competenze nella logica, l’interpretazione di grafici, la comprensione di fenomeni, la costruzione di modelli, o l’impiego nella scienza.
La prova di Inglese misura la capacità di comprendere testi scritti o brani da ascoltare autentici, non prodotti per l’occasione ma tratti dalla vita reale.
Il tempo a disposizione per completare ogni prova è di norma di 90 minuti, cui se ne aggiungono altri 15 per gli alunni disabili o con DSA - Disturbi Specifici dell’Apprendimento, i quali possono anche usare gli strumenti compensativi e dispensativi (ad esempio calcolatrice e lettore vocale) previsti dal loro PDP (piano didattico individualizzato).
| Grado scolastico | Classe                           | Tipo di prova           | Discipline esaminate              |
| ---------------- | -------------------------------- | ----------------------- | --------------------------------- |
| 2                | II Scuola Primaria               | PPT - Prova cartacea    | - Italiano - Matematica           |
| 5                | V Scuola Primaria                | PPT - Prova cartacea    | - Italiano - Matematica - Inglese |
| 8                | III Scuola Sec. I Grado          | CBT - Prova al computer | - Italiano - Matematica - Inglese |
| 10               | II Scuola Sec. II Grado          | CBT - Prova al computer | - Italiano - Matematica           |
| 13               | Ultimo anno Scuola Sec. II Grado | CBT - Prova al computer | - Italiano - Matematica - Inglese |

## Preparazione delle prove
Per la produzione delle prove, che dura complessivamente circa diciotto mesi, l’INVALSI si avvale della collaborazione di insegnanti e dirigenti scolastici che frequentano una scuola autori e che sono affiancati da ricercatori dell’Istituto ed esperti.
Ogni autore propone dei quesiti che vengono testati in modo collegiale. Per essere inclusi nelle prove, infatti, i quesiti devono soddisfare dei precisi criteri fra i quali la corrispondenza con una competenza specifica e la capacità di misurare un particolare livello di quella competenza, l’assenza di ambiguità o incertezze, la neutralità rispetto a genere, tipo di scuola e orientamenti politici o religiosi, e la possibilità di trovare una risposta a tutti i quesiti nel tempo assegnato.
I quesiti che hanno passato questo primo vaglio vengono pre-testati su un campione di alcune di migliaia di ragazzi e i risultati analizzati statisticamente, prima di essere rimandati al gruppo degli autori. Spesso, prima della messa a punto finale, i quesiti vengono pre-testati una seconda volta. Ogni volta, il gruppo degli autori riesamina i quesiti per risolvere i problemi emersi. Normalmente, un terzo circa dei quesiti originariamente formulati dagli autori viene accettato, un terzo viene accettato ma con modifiche sostanziali, e l’altro terzo viene scartato.

## Elaborazione e restituzione dei risultati
I risultati delle prove sono espressi su una scala Rasch analoga a quella utilizzata nelle indagini internazionali sugli apprendimenti (OCSE-PISA, IEA-TIMSS, IEA-PIRLS), il cui vantaggio principale è quello di esprimere con la stessa metrica il risultato conseguito da ogni allievo e il livello di difficoltà di ogni quesito. In questa scala il valore medio nazionale è posto convenzionalmente pari a 200.
In questa forma i punteggi vengono restituiti a ogni istituto scolastico dove sono a disposizione del dirigente, del responsabile INVALSI, e del nucleo di autovalutazione d’istituto, i quali possono mettere a disposizione le apposite chiavi di accesso anche ai singoli docenti o alle famiglie. Questi ultimi possono consultare solo i risultati delle proprie classi e del proprio istituto. Ogni risultato è posto a confronto con quelli della città, della regione, della macroregione (Nordovest, Nordest, Centro, Sud, Sud e isole), oltre che con la media nazionale.
Dal 2018 i risultati al Grado 5 (Inglese) e 8 (Italiano, Matematica e Inglese) vengono restituiti anche alle famiglie sotto forma di livelli, cioè di descrizione analitica del livello di competenze effettivamente conseguito dai ragazzi. Dal 2019, vengono restituiti alle famiglie sotto forma di livelli anche i risultati al grado 13, corrispondente all’ultimo anno delle superiori.
Poiché i risultati scolastici di un allievo possono essere influenzati anche dal contesto sociale, economico e culturale di provenienza, a partire dall’anno scolastico 2012/13 i risultati delle prove di ogni classe vengono anche messi a confronto con quelli di altre 200 classi dell’intero territorio nazionale simili per contesto di provenienza. Questo viene valutato in base a un questionario distribuito ogni anno ai ragazzi e a informazioni fornite dalle segreterie scolastiche.
A partire dall’anno scolastico 2015/16 l’INVALSI calcola per ogni istituto anche il cosiddetto effetto scuola, che è una valutazione del contributo dell’istituto al cambiamento del livello di competenze dei ragazzi, quindi della qualità formativa complessivamente offerta. Tale valutazione è restituita sotto forma di un giudizio che va da positivo a leggermente positivo, medio, leggermente negativo e negativo.

## I dati nazionali INVALSI
Tutti insieme, i dati provenienti dalle Prove nazionali INVALSI mostrano un quadro del sistema scolastico italiano che si rivela abbastanza costante da un anno all’altro.
In linea generale, il quadro che emerge è fatto di forti differenze territoriali fra nord e sud del Paese, ma anche di marcata eterogeneità all’interno di ogni area.
Nella scuola primaria le differenze geografiche sono piccole e in genere non significative dal punto di vista statistico, ma a partire dalla terza secondaria di primo grado - la vecchia terza media - i risultati delle regioni più settentrionali e quelli delle regioni più meridionali cominciano a divergere, per toccare i valori più alti nella scuola secondaria di secondo grado. Fra i ragazzi più grandi, il nord ottiene risultati superiori sia alla media italiana che alla media OCSE, il centro ha un risultato in linea con la media dell’Italia, ma più basso della media OCSE, e il sud e le isole hanno risultati inferiori sia alla media italiana che alla media OCSE.
Nell’Italia meridionale e nelle isole il sistema scolastico risulta anche meno equo, come evidenziato dalla maggiore variabilità dei risultati sia fra istituti, sia fra classi dello stesso istituto. Tale variabilità è probabilmente un indice del fatto che i ragazzi non vengono assegnati alle classi e alle scuole in modo completamente casuale, cioè indipendentemente dalla famiglia di provenienza e dal grado di capacità e di preparazione di ciascuno, e quindi riflette il fatto che non vengono offerte a tutti i ragazzi le stesse opportunità educative. Al contrario, nel Nordest i risultati sono i migliori, e l’equità maggiore.
Andamento analogo è quello dei risultati degli alunni di origine straniera. Le regioni con il sistema educativo più efficace, come quelle del Nordest, risultano più efficaci di quelle meridionali anche nell’includere i giovani stranieri, portandoli a livelli di preparazione più simili a quelli dei coetanei italiani.
I dati relativi alle differenze fra i risultati di maschi e femmine mostrano invece un andamento emerso anche dalle più importanti indagini internazionali sui livelli di apprendimento. In linea generale, le femmine ottengono punteggi più alti dei maschi nelle competenze linguistiche, mentre i secondi prevalgono nelle competenze matematiche. Si tratta comunque di differenze nella media dei risultati ottenuti, il che vuol dire che nella maggioranza dei casi i risultati dei maschi e delle femmine sono simili.

## Dibattito
Le Prove nazionali INVALSI hanno più volte suscitato discussioni e critiche, e qualche volta anche dei boicottaggi, com’è avvenuto in molti paesi in seguito all’introduzione di analoghi sistemi di valutazione. La modalità delle prove ha suscitato dubbi riguardo alle abilità effettivamente valutate; secondo alcuni le prove misurano l'apprendimento nozionistico degli studenti, per cui si designano le prove con termini quali quiz o quizzone, in controtendenza con gli obiettivi che si pone la scuola, cioè quelli di sviluppare un pensiero divergente e una capacità di elaborare ragionamenti critici. Luciano Canfora parla delle prove INVALSI e della loro modalità da quiz, definendole una mostruosità senza senso che premiano chi è più dotato di memoria, non chi ha spirito critico, ma dato che la scuola dovrebbe sviluppare lo spirito critico, sarebbe meglio – secondo il filologo – eliminare le Prove INVALSI.

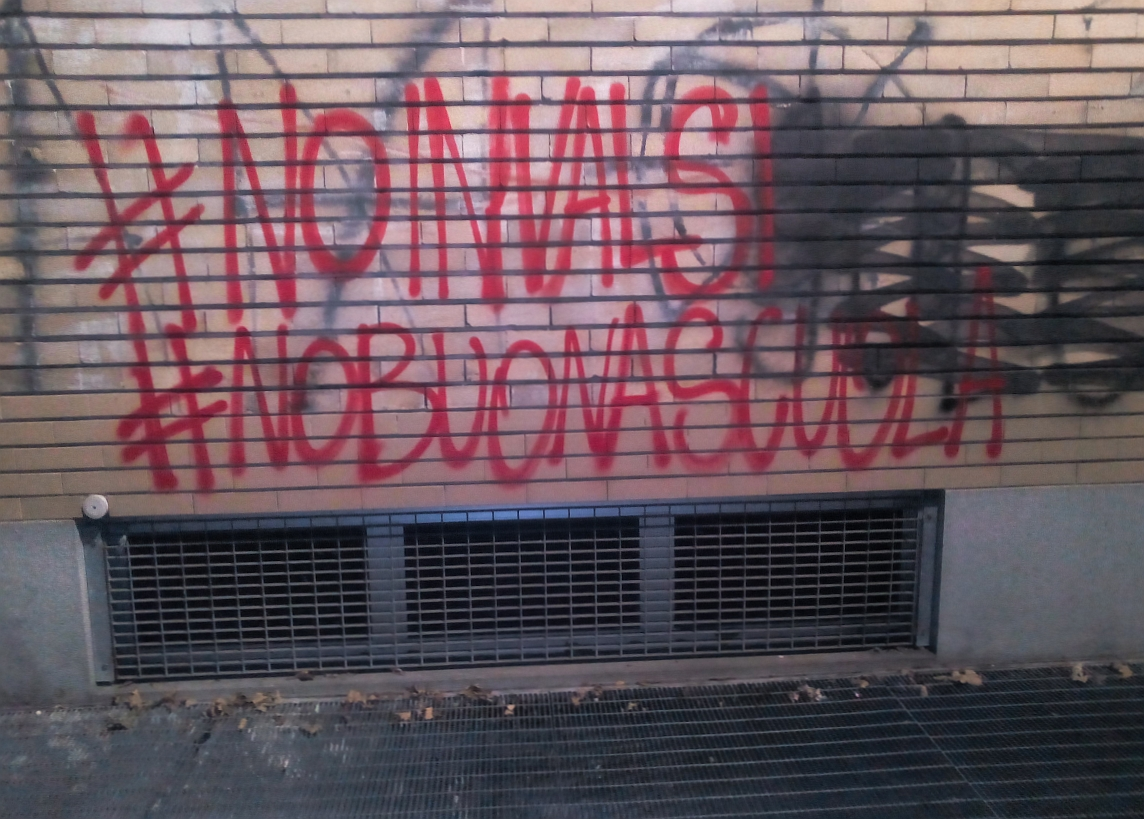
1. NOINVALSI #NOBUONASCUOLA, graffiti a Torino (zona Politecnico)

Proteste contro la quizzologia dell’INVALSI e l'invito al boicottaggio provengono anche dal versante sindacale: il portavoce nazionale dei Cobas, Piero Bernocchi, sostiene che le prove spingono a giudizi sommari e discriminatori sulla base di attitudini e personalità e attuano, inoltre, una rilevazione di censo; l’INVALSI sostiene invece che le prove, pur non potendo misurare tutte le capacità che un ragazzo deve acquisire a scuola e non potendo per questo sostituire la valutazione dell’insegnante, costituiscono tuttavia uno strumento per fornire una misura utile e non autoreferenziale.
Preoccupazioni simili a quelle sopra esposte sono manifestate dalle associazioni di insegnanti, genitori e studenti. La tesi che sostengono è che i quiz INVALSI non sono in grado di valutare competenze e apprendimenti che vadano oltre la risposta mnemonica; a detta di tali associazioni le prove riguarderebbero infatti solo una piccola parte dell’apprendimento, mentre resterebbero esclusi molti altri aspetti — almeno per quanto concerne l’ambito delle competenze linguistiche: si valutano la comprensione della lettura e le conoscenze grammaticali, ma non si considerano, ad esempio, le capacità di scrivere un testo, di esporre oralmente, di cogliere connessioni tra le varie discipline, di sviluppare un ragionamento critico. Tali preoccupazioni, a giudizio dei difensori delle prove INVALSI, sono però dovute a considerazioni errate, giacché le prove misurano alcune competenze fondamentali, non mere conoscenze, basandosi dunque su indicatori affidabili, pur se imperfetti, dell’efficacia complessiva dell’insegnamento; inoltre, la capacità di comprendere un testo scritto e di ragionare logicamente, ma anche quella di comprendere ed esprimersi in Inglese, sono fattori indispensabili anche per l’esercizio del pensiero critico.
I sostenitori delle prove INVALSI affermano anche che esse si compongono di quesiti di varia natura e forma, ragion per cui non ci sono solo le domande a risposta multipla ma anche domande aperte, richieste di argomentazioni, motivazioni, dimostrazioni; le Prove INVALSI non rilevano semplicemente nozioni, quanto piuttosto le capacità dell’alunno di servirsi delle nozioni stesse, attraverso la sua abilità nel selezionarle, farle interagire ed elaborare le conoscenze in proprio possesso per svolgere il lavoro cognitivo. Non ci sono, quindi, domande nozionistiche, ma si creano situazioni nelle quali gli alunni devono individuare, ad esempio, gli strumenti matematici da impiegare; nell’ambito della lettura, le competenze richieste corrispondono alla capacità dell’alunno di elaborare informazioni scritte: viene infatti richiesto di riflettere sul testo. 
Oggetto di critiche sono pure i criteri di valutazione, in quanto competenze e abiltà da valutare per definire soddisfacente il percorso formativo non sono misurabili con parametri oggettivi e con griglie di valutazione omogenee. La standardizzazione delle prove, se da un lato ha l'obiettivo di uniformare la valutazione, dall'altro non renderebbe ragione delle diverse situazioni in cui i docenti si trovano a operare. A parere di alcuni, con le prove INVALSI siamo di fronte a giochi formali fatte passare come analisi di fatti ma in realtà informate a concetti di misurazione e oggettività di ciò che non è oggettivo né misurabile, come sono, appunto, i processi in cui sono centrali le scelte umane e la libertà soggettiva. La valutazione di un alunno scaturisce dal giudizio soggettivo dell’insegnante, o comunque da chi effettua la valutazione, e sarà un giudizio valido per tutti, ma non potrà mai essere “assolutamente indiscutibile”.
I sostenitori delle prove INVALSI, invece, ritengono che l’importanza di somministrare una prova uniforme risieda anche nella sua capacità di eludere condizionamenti di tipo soggettivo, originato dalla relazione insegnante-alunno; permette di comprendere le competenze degli alunni in aree molto specifiche; consente di rilevare eventuali contesti critici, come quelli legati ad ambiti socio-economici svantaggiati, a gruppi di insegnanti-studenti non efficaci o a un approccio pedagogico non valido: questo per poter poi intervenire e correggere. 
Altre obiezioni alle prove INVALSI risentono di un più ampio disappunto sull’intero sistema scolastico, che mira alla competitività, emulando logiche più aziendali che pedagogiche. A tutt’oggi, però, i risultati delle prove INVALSI non sono legati ad alcun meccanismo premiante o penalizzante per gli insegnanti e nemmeno per gli studenti.
Il sindacato Cobas ritiene che la modalità di “somministrazione” delle prove e “schedatura” degli alunni, corrisponda a un’idea di scuola aziendalizzata: l'uniformazione dei processi di insegnamento-apprendimento è centrale nella logica dell’istruzione-merce e della scuola-azienda, è funzionale all’imposizione di un modello d’“insegnamento-infarinatura” universale, nel quale il docente è tenuto a seguire procedure prestabilite.  La valutazione oggettiva rappresenterebbe invece, secondo i fautori dell'INVALSI, una tutela del diritto di tutti i ragazzi di ricevere una formazione di qualità e in grado di far recuperare loro gli eventuali svantaggi delle condizioni familiari di partenza, oltre che un’indispensabile forma di rendiconto sociale da parte degli istituti scolastici nonché un riconoscimento del valore professionale degli insegnanti.